# Сельское поселение Ючкинское
Се́льское поселе́ние Ючкинское — муниципальное образование в Вожегодском районе Вологодской области Российской Федерации.
Административный центр — посёлок Ючка.

## География
Расположено на севере района. Граничит:
- на севере с Архангельской областью,
- на западе с Тигинским сельским и Вожегодским городским поселениями,
- на юге с Митюковским сельским поселением,
- на юго-востоке с Нижнеслободским сельским поселением,
- на востоке с Мишутинским сельским поселением.

## История
Образовано 1 января 2006 года в соответствии с Федеральным законом № 131 «Об общих принципах организации местного самоуправления в Российской Федерации».
В состав сельского поселения вошёл Ючкинский сельсовет.
Законом Вологодской области от 1 июня 2015 года № 3668-ОЗ, были преобразованы, путём их объединения, сельское поселение Митюковское и сельское поселение Ючкинское — в сельское поселение Ючкинское с административным центром в посёлке Ючка.

## Население
| 2011  | 2012  | 2013  | 2014  | 2015 | 2016  | 2017  |
| ----- | ----- | ----- | ----- | ---- | ----- | ----- |
| 845   | ↘805  | ↘787  | ↘752  | ↘740 | ↗1108 | ↗1113 |
| 2018  | 2019  | 2020  | 2021  |      |       |       |
| ↘1086 | ↘1060 | ↘1019 | ↗1051 |      |       |       |

## Состав сельского поселения
В 1999 году был утверждён список населённых пунктов Вологодской области. Согласно этому списку в Ючкинский сельсовет входили 6 населённых пунктов.
Согласно новому списку, утверждённому в 2010 году, в сельсовете 5 населённых пунктов, в том числе
2 деревни, 3 посёлка.
| №  | Населённый пункт | Тип населённого пункта          | Население |
| -- | ---------------- | ------------------------------- | --------- |
| 1  | Быковская        | деревня                         | 6         |
| 2  | Васильевская     | деревня                         | 21        |
| 3  | Высокая          | деревня                         | ↘50       |
| 4  | Галунинская      | деревня                         | 18        |
| 5  | Гридинская       | деревня                         | 14        |
| 6  | Гришинская       | деревня                         | 40        |
| 7  | Ивановская       | деревня                         | 0         |
| 8  | Костюнинская     | деревня                         | 68        |
| 9  | Мануиловская     | деревня                         | 4         |
| 10 | Поповка          | деревня                         | 10        |
| 11 | Сиговская        | деревня                         | 38        |
| 12 | Снегиревка       | посёлок                         | 62        |
| 13 | Сосновица        | деревня                         | 200       |
| 14 | Тимошинская      | деревня                         | 0         |
| 15 | Хвостово         | посёлок                         | 37        |
| 16 | Хмелевская       | деревня                         | 14        |
| 17 | Ючка             | посёлок, административный центр | 755       |

### Упразднённые населённые пункты
Деревня Осиповская